# كايل ميلر (لاعب كرة قدم أمريكية)
كايل ميلر (بالإنجليزية: Kyle Miller)‏ هو لاعب كرة قدم أمريكية أمريكي، ولد في 18 أبريل 1988 في بولينغ غرين في الولايات المتحدة.

## وصلات خارجية
- كايل ميلر على موقع مرجع كرة القدم المحترفة.كوم (الإنجليزية)